# Єндриховиці
Єндриховиці (пол. Jędrychowice, нім. Hennerwitz) — село в Польщі, у гміні Браниці Ґлубчицького повіту Опольського воєводства.
Населення — 152 особи (2011).

## Демографія
Демографічна структура станом на 31 березня 2011 року:
|          | Загалом | Допрацездатний вік | Працездатний вік | Постпрацездатний вік |
| -------- | ------- | ------------------ | ---------------- | -------------------- |
| Чоловіки | 79      | 15                 | 56               | 8                    |
| Жінки    | 73      | 14                 | 39               | 20                   |
| Разом    | 152     | 29                 | 95               | 28                   |